# Антоніу да Мота
Анто́ніу да Мо́та (порт. António da Mota; XVI ст.) — португальський торговець і дослідник, який у 1543 році став одним із перших європейців, які ступили в Японію.

## Подорож
Під час подорожі до Нінбо у китайській джонці в 1543 році (деякі джерела говорять про 1542 рік), джонка потрапила в сильний шторм і віднесена далеко від свого курсу. Серед екіпажу джонки було близько сотні вихідців зі Східної Азії та кілька португальців. Серед португальців були Франсішку Зеймоту, Антоніу Пейшоту та сам Мота. Фернан Мендіш Пінту стверджував, що він також був у подорожі, але це твердження малоймовірне через те, що він також стверджує, що був в той же час в Бірмі. Гнана штормом, 25 серпня 1543 року джонка натрапила на південно-японський острів Танегасіма і пристала до його узбережжя. Антоніо Мота та Франсішку Зеймоту офіційно є першими європейцями, що ступили на японську землю. Не залишилось відомостей про вихід на японський острів Антоніу Пейшоту, імовірно він помер у морі ще до того, коли корабель прибило до Танегасіми.
Мота і Зеймоту представили Японії ручну вогнепальну зброю, яка викликала у японців захоплення. Відтак, в наступні десятиліття японці почали масове виробництво власної вогнепальної зброї з гнотовим замком, що отримала свою назву від острова, на якому японці вперше з нею познайомились. Незабаром корабель португальців було відремонтовано, і Антоніо Мота залишив Японію. Решта його життя невідома.